# Ranomafana Est
Ranomafana Est is een plaats en commune in het oosten van Madagaskar, behorend tot het district Brickaville, dat gelegen is in de regio Atsinanana. Tijdens een volkstelling in 2001 telde de plaats 9.475 inwoners.
- Library of Congress Control Number: n2019008050
- Virtual International Authority File: 315527975